# イ・ヒョリ
イ・ヒョリ（이효리、1979年5月10日 - ）は、韓国の歌手兼放送人。女性4人組グループ・Fin.K.L.（ピンクル）のリーダーであり、モデルとしても活躍している。1998年デビュー、2003年よりソロ活動を開始。国民大学校演劇映画科出身。

## エピソード
- 清純アイドルガールズグループでデビューして大きく成功し、以後ヒップホップベース、セクシーコンセプトのソロ歌手まで大ヒットしたが、本人も認めた通り歌唱力に優れていない。しかし、本人に似合うコンセプトや選曲能力、大衆注目度などでロングランする能力が非常に優れ、1990、2000、2010、2020年代まで音楽番組1位曲を1つ以上保有した歌手となった。2020年代1位曲の場合、放送の力も借りたケース。本業は歌手だがバラエティ感がとても優れているので、2020年代にも放送界で祀られているスターである。事実上韓国の第1世代アイドルガールズグループ出身歌手の中でソロで最も成功したケース。
- 2003年、「アーティスト・オブ・ザイヤー」で7つ以上の賞を受賞した。また、ファーストアルバム「Stylish... e hyOlee」は、韓国国内セールス17万枚を越えた。
- ソロ代表曲として「10 minutes」、「U-Go-Girl」、「Chitty Chitty Bang Bang」などがある。
- 肌が黒いほうで、幼い頃にいじめられたこともあった。ただし、女装部スタイルで成長し続けたという。そして青少年時期は美貌が満開で、近くの町ではそれなりに有名だったという。
- 2004年、アテネ五輪の聖火ランナーとしてソウル市内に登場したイ・ヒョリ見たさに、沿道にファンがあふれかえる大騒動になった。ファンは彼女を取り囲むようにして走り続けたため、五輪スタッフは聖火が消されないように、イ・ヒョリに危害が加えられないようにと、懸命のガードをした。この様子は「まるで暴動のようだった」と海外メディアにも報道され、国内におけるイ・ヒョリの人気の高さを知らしめた。
- 米国歌手ブリトニー・スピアーズの曲の制作者がイ・ヒョリの曲が盗作であると出版元に損害賠償を求める訴えを起こした。ブリトニーの韓国での版権を管理しているユニバーサル・ミュージック・パブリッシング・コリアによれば「Get ya」という曲が、ブリトニーのアルバムアルバム「Greatest Hits: My Prerogative」にも収録されているヒット曲「Do Somethin'」に酷似しているとブリトニーの曲の作者が非難している。
- 日産車を愛用し、2008年の愛車を日産・キューブからフィガロに買い換えた（共に日本から並行輸入したと思われる）[1]。
- 2005年、携帯電話のコマーシャル（サムスン電子の「エニコール」）に出演。北朝鮮の女優のチョ・ミョンエと共演した。
- 自身がプロデュースした2010年4月発表の4枚目のアルバム「H-Logic」で再び盗作疑惑に巻き込まれる。6月20日、一部の収録曲に盗作の事実を認め、歌謡・放送活動を中断した[2]。7月21日、ソウル西大門警察署は盗作曲を提供したとして作曲担当のBAHNUS（イ・ジョヨン）を書類送検[3]、10月21日、ソウル中央地裁はBAHNUSに懲役1年6ヶ月を言い渡した[4]。以後イ・ヒョリが作曲家に本人アルバムになぜ盗作曲を与えたのかと尋ねたが、申し訳ないという言葉だけ繰り返したという。[5]
- 2010年9月、所属事務所をM.Net MediaからB2M Entertainmentに変更。プレミアム厨房家電ブランド「cuchen」（ko:웅진그룹）のモデルに抜てきされる一方[6]、盗作問題で2009年8月から専属モデルに起用されていたオンラインショッピングモール「インターパーク」の広告が打ち切られ、インターパークはイ・ヒョリと元所属事務所M.Net Mediaを相手取り4億9000万ウォンの損害賠償請求訴訟を起こした[7]。
- 2010年9月20日、盗作問題で活動休止中、2007年以来3年ぶりにFin. K.L.を再結集、サプライズステージを行った[8]。
- 韓国のマーケティング専門企業NEOBOBが、2010年9月に企業マーケティング担当者計751人を対象に実施した「大衆に広告影響力を及ぼす好感度の高い女性タレントは誰？」とのアンケートで、イ・ヒョリ（219人、29.1%）は少女時代（449人、59.7%）に次いで2位だった。[9] ちなみに少女時代のメンバーたちとも親しみがあり、一部とはかなり親しい。
- 社会活動も製法する方で、特に有機犬保護キャンペーンと救護活動を積極的にしている。かなり長い期間、菜食主義者宣言もした。その他いくつかの政治、社会紛争的事案にも時々参加をしている。
- ユ・ジェソクと'ファミリーがやってきた'をしながら'国民男妹'と呼ばれたりもした。その他カン・ホドン、シン・ドンヨプなど他の韓国トップMCたちも彼女と放送する時は緊張するほどバラエティ感が非常に優れた方だ。シン・ドンヨプとは熱愛説が出たこともあったが、本人が否認した。[10]
- 2013年9月1日、シンガーソングライター兼ギタリストのイ・サンスンと結婚した。 2020年代基準まだ子供はいない。
- 2010年代の結婚以後、済州島に引っ越してカメオ出演程度を除けば、数年間放送活動を休んだことがある。だが彼女のスター性のため済州島に引っ越したこと自体が話題になった。以後、2017年ヒョリの民宿で家の中を公開した。
- 2022年、夫のイ・サンスンが済州島にカフェを開いた。訪問者が予想外に多すぎて近くの住民が騒音被害を受けるかと思ってカフェ運営を予約制に変えた。[11]

### イ・ヒョリが変えた韓国芸能界
- イ・ヒョリの功績はそのセクシーなダンスとエキゾチックな容貌、媚びない言動で、これまでの「黒髪・清楚」といった韓国芸能界における定型スタイルを大きく覆したことだと言われている。一方、黄色い髪が商品イメージを落とすと批難されることもある[12]。
- ラジオやテレビ番組で、これまでに交際した男性の数をあけっぴろげにカミングアウトしてみたり、ギリギリとも言えるセクシーな衣装で踊るプロモーション・ビデオやCMには賛否両論の声が巻き起こった。しかし彼女の存在がセックスシンボルとして、あるいはファッションリーダーとして、男女を問わず韓国中の若者を虜にしたことは、「イ・ヒョリ シンドローム（症候群）」という言葉とともに確かなことである。イ・ヒョリの言動やパフォーマンスには今でも賛否が分かれるが、儒教観念が今でも強いといわれがちな韓国において、「主張する女性」として果たした役割は大きいとされる。

## 論争
- 2020年8月22日、MBCの芸能番組『何して遊ぶ？』で中国風の芸名を「マオ」としたが、多くの中国人はイ・ヒョリが毛沢東を揶揄するとして、イ・ヒョリのインスタグラムアカウントで抗議をした[13]。当然過剰主張に中国以外の国籍ネチズンたちの反発も続いてコメント窓で戦いが続くとイ・ヒョリ本人が様々な理由でSNS活動をしばらく折ると宣言した。その後時間が経って再び再開した。

## 作品

### アルバム
- 「Stylish... e hyOlee」（2003年）
- 「Dark Angel」（2006年）
- 「It's Hyorish」（2008年）
- 「H-Logic」（2010年）
- 「MONOCHROME」（2013年）

## 出演

### テレビドラマ
- 三つ葉のクローバー（2005年） - 主演：カン・ジナ 役
- 愛するなら彼らのように（2007年） - イナ 役
- オンエアー（2008年） - チャシン 役　※特別出演

### 映画
- 緊急措置19号（2002年） - 本人 役　※カメオ出演
- 空即是色（2005年） - ソンウン 役
- ダンシング・クィーン（2012年） - 『スーパースターK』審査員 役　※特別出演
- 工作 黒金星と呼ばれた男（2018年） - 本人 役　※特別出演

### バラエティー
- ファミリーがやってきた
- Magic Eye
- ヒョリの民宿(シーズン1、2)
- Camping Club
- ソウルチェックイン
- ダンス歌手ユランダン

## 受賞歴
- 1998年 KMTV 最優秀 新人歌手賞
- ゴールデンディスク 新人賞
- 大韓民国 映像音盤大賞 新人歌手賞
- ソウル歌謡大賞 女子新人歌手賞
- 1999年 SBS歌謡祭典 大賞
- 2000年 MBC10代歌手歌謡祭 青少年部門
- 2001年 SBS歌謡大典 最高人気賞
- 2002年 KBS演芸大賞 MC部門 新入賞
- 2003年 MBC10代歌手賞
- KBS歌謡大賞 大賞
- SBS歌謡大典 大賞
- 2003年 MNET KMミュージックフェスティバル 人気ミュージックビデオ賞
- コリアンミュジックアウォーズ（KMA）今年の歌手賞、KMTV賞
- 第18回ゴールデンディスク賞 本賞
- KBS歌謡大賞 青少年部門
- SBS歌謡大典 10代歌手賞
- KMTV歌謡大典 大賞
- ソウル歌謡大賞 本賞
- 2008年 MNET KMミュージックフェスティバル 最優秀女性アーティスト 最高のダンスミュージック
- 2009年SBS芸能大賞 大賞（ユ・ジェソクと共同受賞）
- 大韓民国 映像音盤大賞 本賞
- KMTV 最優秀 ダンス賞
- ソウル歌謡大賞 大賞
- 2013年 MNETアジアミュージックアワード 最優秀女性アーティスト